# You've Got Another Thing Comin'
„You've Got Another Thing Comin'“ е песен на британската хевиметъл група Джудас Прийст от албумът им Screaming for Vengeance излязъл през 1982 година. По-късно през същата година, композицията е издадена и като сингъл, от „Б“ страната на който е включено концертно изпълнение на кавъра на Джудас – „Diamonds & Rust“ по песен на Джоун Байез от 1975 година.
Песента влиза в класацията на Билборд „Hot 100“. През 2006 година, музикалната телевизия VH1 включва You've Got Another Thing Comin’ на пета позиция в лѝстата си „40 най-велики метъл песни“.
You've Got Another Thing Comin’ е написана от вокалиста Роб Халфорд и двамата китаристи на групата – К. К. Даунинг и Глен Типтън. След издаването ѝ през 1982 година до наши дни, композицията е обичаен завършек на концертните изпълнения на Джудас Прийст.

## Сингъл
„А“ страна
- You've Got Another Thing Comin’ – (Халфорд, Даунинг, Типтън)

„Б“ страна
- Diamonds & Rust (Live) – (кавър)